# Kia Picanto
La Kia Picanto è una city car di segmento A  della casa automobilistica coreana Kia Motors, in produzione dal 2004. Su alcuni mercati è in vendita con il nome di Kia Morning, di Kia New Morning in Vietnam e Naza Suria in Malaysia.

## Prima serie (SA; 2004-2011)
Presentata al Motor Show di Bologna del 2003, condivide il telaio con la Hyundai Getz e, al momento dell'uscita sul mercato, avvenuta in Italia nel maggio 2004, era dotata di due motori a benzina, un 1.0 da 61 CV e un 1.1 da 65 CV, e di un terzo propulsore tre cilindri turbodiesel da 75 CV.
Ponendosi nel segmento A del mercato automobilistico italiano, ha contribuito, nel 2004 e nel 2005, a incrementare le vendite della casa madre Kia Motors del 42% in Italia.
Nel 2008 la Picanto ha subito dal punto di vista estetico un lieve restyling concentrato sul frontale che ha contribuito a svecchiarne la linea, ed è stata resa disponibile in una versione a doppia alimentazione a benzina e GPL, come è successo alla maggior parte dei modelli sul mercato in quell'anno. Dal punto di vista della sicurezza automobilistica è stato aggiunto nella versione benzina 1.1, l'ESP (controllo elettronico della stabilità), TCS (Sistema antipattinamento) e BAS (Assistenza alla frenata).
In occasione del crash test dell'Euro NCAP effettuato nel 2004 il punteggio raggiunto è stato di tre stelle.
I propulsori disponibili nel 2008 sono tutti omologati Euro 4.
Un ulteriore restyling è stato presentato e messo in commercio in Corea del Sud nel 2009, identificato come modello 2010, che rende l'aspetto dell'utilitaria molto più sportivo.

### Motorizzazioni
| Modello  | Disponibilità | Motore  | Cilindrata (cm³) | Potenza       | Coppia Massima (Nm) | Emissioni CO2 (g/Km) | 0–100 km/h (secondi) | Velocità max (Km/h) | Consumo medio (l/100km) |
| 1.0      | 2008-2011     | Benzina | 998              | 51 Kw (69 CV) | 95                  | 99                   | 14,4                 | 153                 | 4,9                     |
| 1.1      | 2004-2011     | Benzina | 1086             | 48 kW (65 CV) | 97                  | 118                  | 15,1                 | 154                 | 5,0                     |
| 1.1 CRDi | 2006-2008     | Diesel  | 1120             | 55 kW (75 CV) | 153                 | 112                  | 16,0                 | 162                 | 4,2                     |

## Seconda serie (TA; 2011-2017)

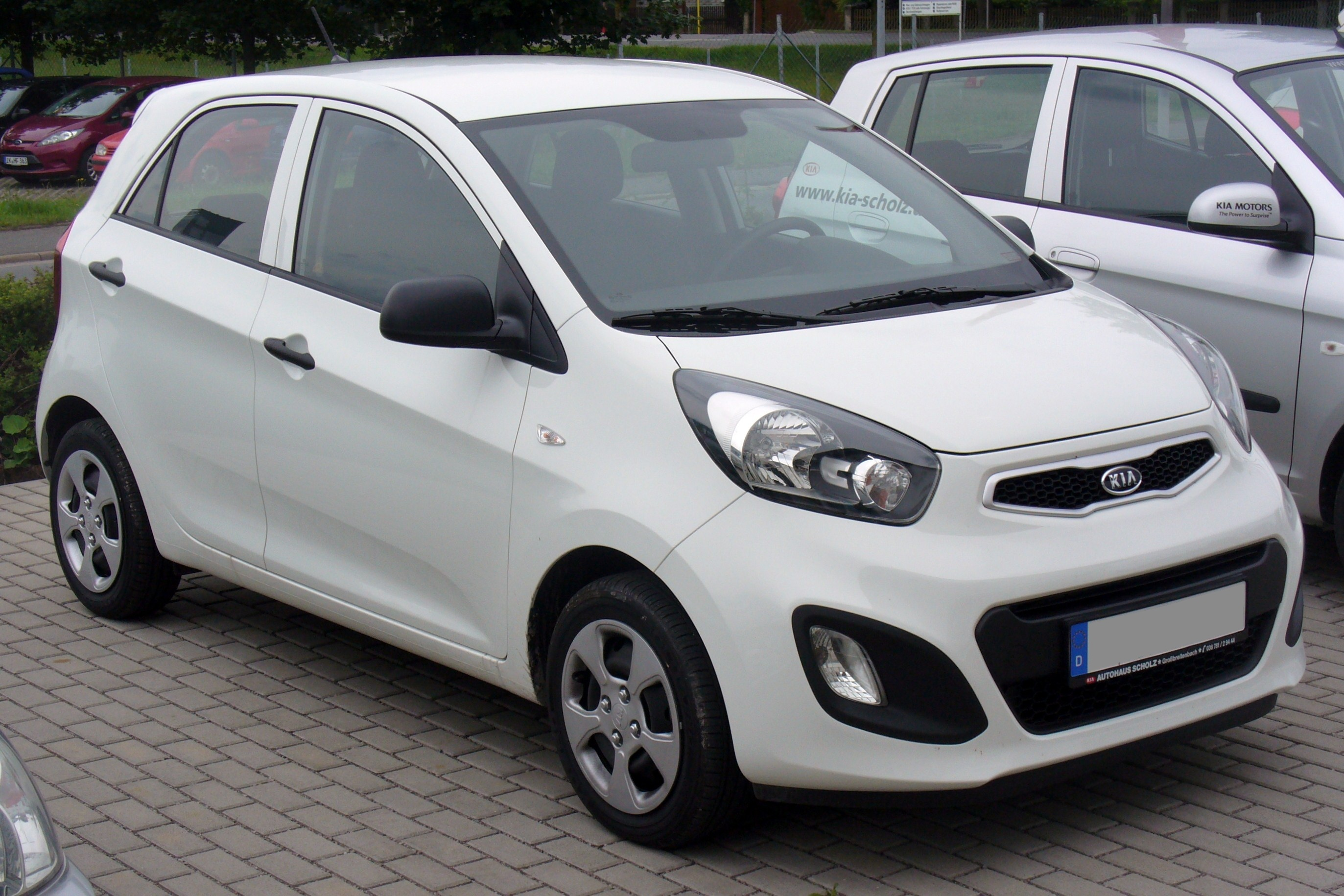
Picanto seconda serie

Il 4 maggio 2011 la casa coreana ha lanciato sul mercato la seconda serie della Kia Picanto, che introduce un nuovo design rispetto alle generazioni precedenti, condividendo la meccanica e il telaio con la contemporanea Hyundai i10.
In occasione del crash test dell'Euro NCAP effettuato nel 2011 il punteggio raggiunto è stato di quattro stelle.
Nel 2015 la Picanto subisce un importante restyling che modifica gli esterni e ammoderna la plancia.

### Motorizzazioni
| Modello  | Disponibilità          | Motore  | Cilindrata (cm³) | Potenza       | Coppia Massima (Nm) | Emissioni CO2 (g/Km) | 0–100 km/h (secondi) | Velocità max (Km/h) | Consumo medio (l/100km) |
| 1.0 CVVT | dal 05/2011 al 03/2017 | Benzina | 998              | 49 kW (67 CV) | 95                  | 105                  | 14,6                 | 158                 | 4,5                     |
| 1.2 CVVT | dal 05/2011 al 03/2017 | Benzina | 1248             | 63 kW (85 CV) | 120                 | 105-125              | 13,7                 | 163                 | 5,3                     |
| 1.0      | dal 10/2013 al 03/2017 | GPL     | 998              | 51 kW (69 CV) | 95                  | 100-110              | 13,9                 | 155                 | 4,7                     |

## Terza serie (JA; 2017-)

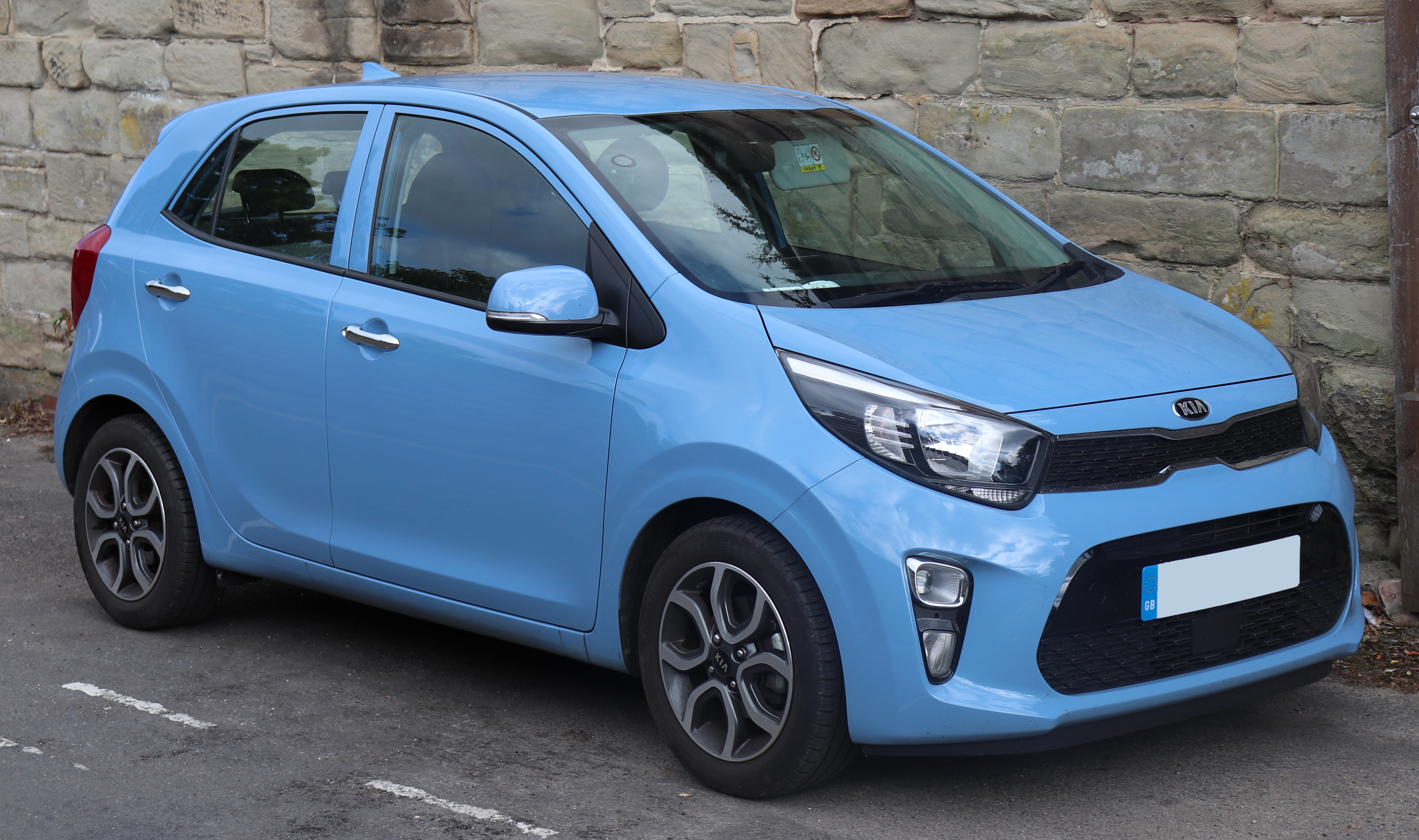
Picanto terza serie

La Picanto di terza generazione ha debuttato al Salone di Ginevra 2017.
La terza serie dispone di tre motorizzazioni: il tre cilindri Kappa II da 1,0 litri del modello precedente nelle versioni 
aspirata ad iniezione indiretta multipoint DPi (Dual Port Injection) che eroga 67 CV o turbocompresso a iniezione diretta da 100 CV T-GDi e il quattro cilindri Kappa II da 1,2 litri. Entrambi i motori da 1.0 litri sono abbinati esclusivamente a un cambio manuale a 5 marce, mentre il motore da 1.2 litri viene offerto in opzione anche con un cambio automatico a 4 marce. 

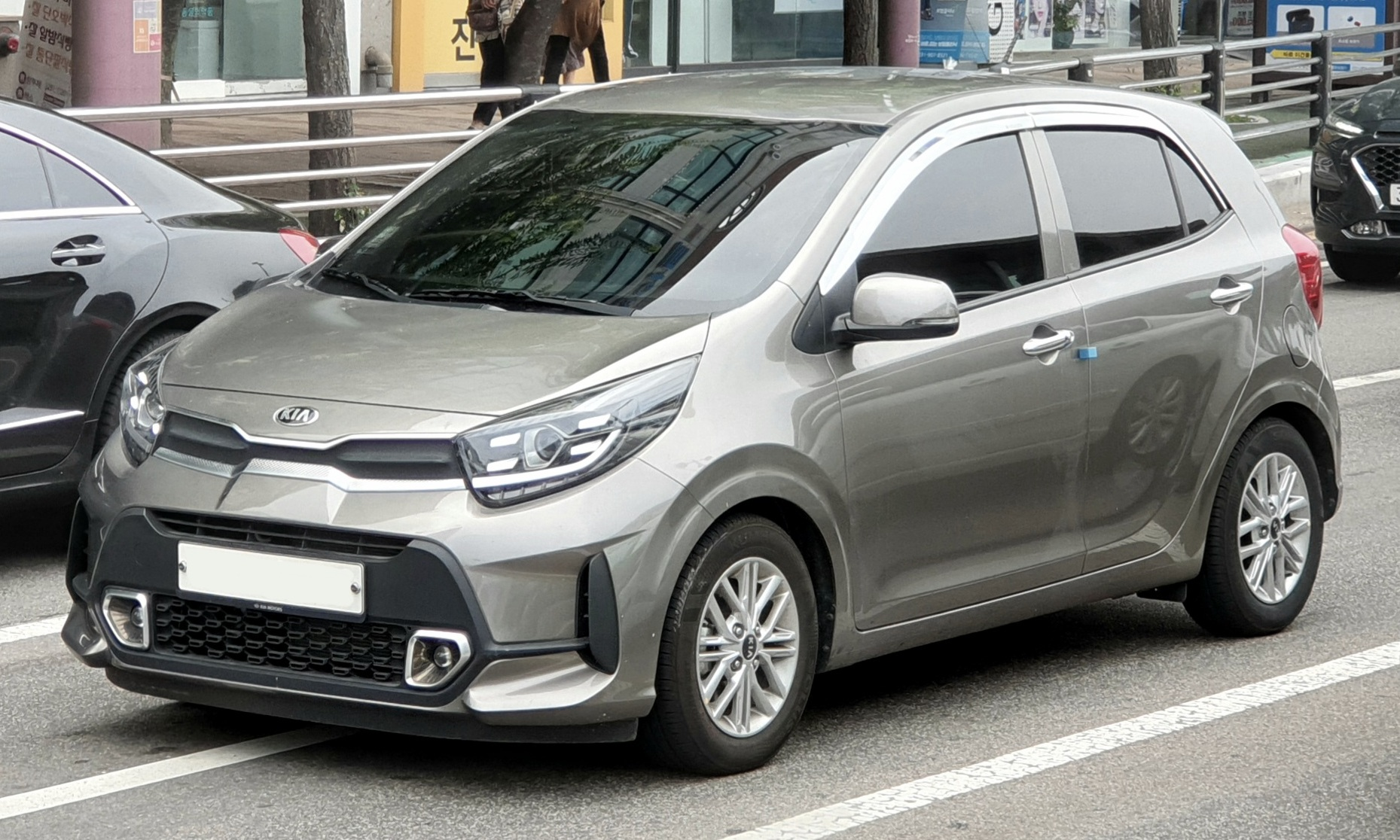
Restyling 2020

In occasione del crash test dell'Euro NCAP effettuato nel 2017 il punteggio raggiunto è stato di tre stelle e nello stesso crash test con pacchetto della sicurezza installato ha ottenuto quattro stelle.

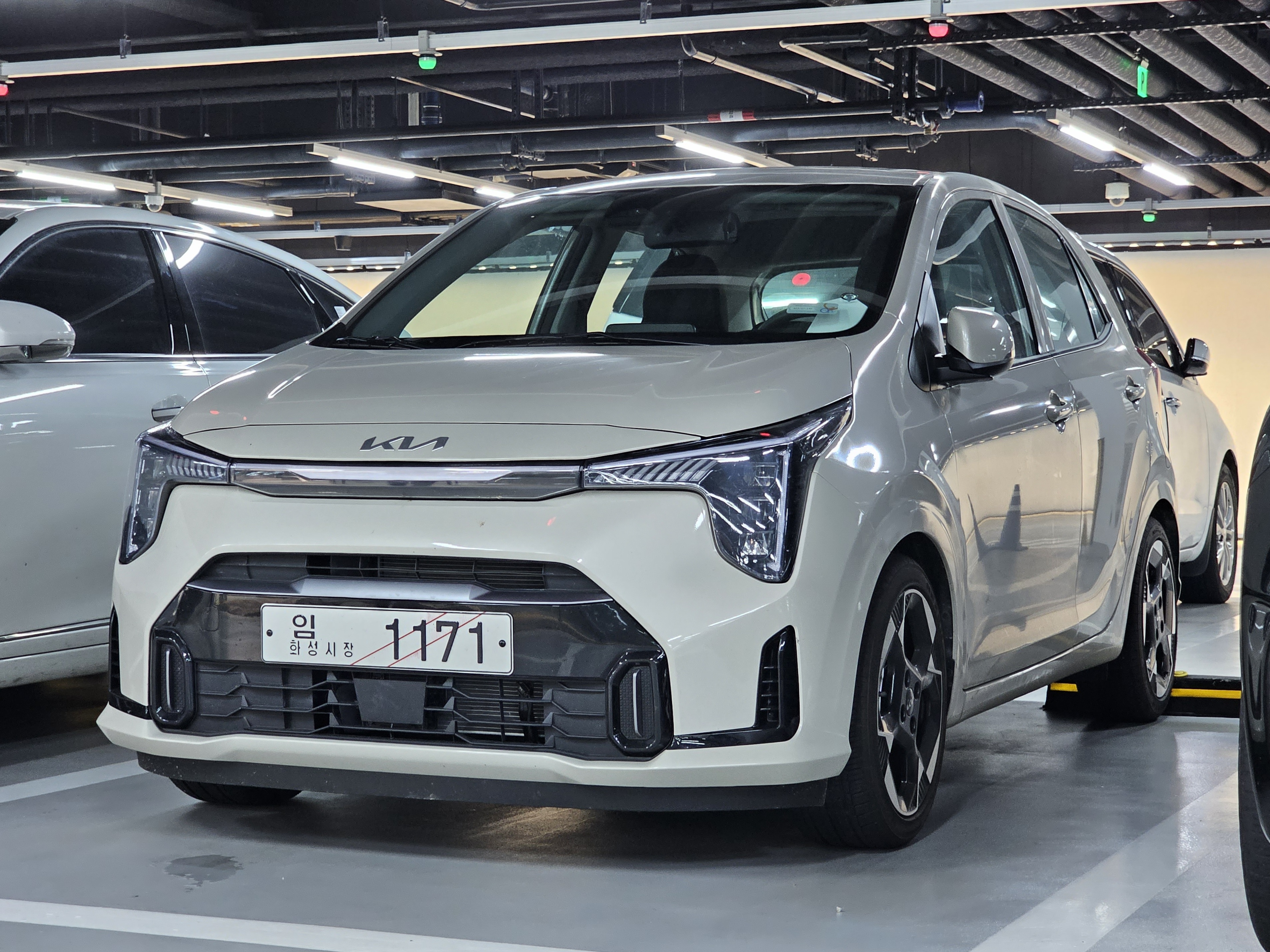
Restyling 2024

### Restyling 2020 e 2024
Nel giugno 2020, Kia ha introdotto un restyling di mezza età. Presenta modifiche stilistiche all'esterno, nuove tecnologie e propulsori. L'aggiornamento esterno sui modelli standard include fari e griglia rinnovati, mentre i rivestimenti GT-Line e X-Line sono stati dotati di paraurti anteriore e posteriore rinnovati. Gli aggiornamenti interni includono un quadro strumenti da 4,2 pollici e un sistema di infotainment da 8 pollici con supporto Apple CarPlay e Android Auto.
Il 4 luglio 2023, in Corea del Sud è stato presentato un secondo aggiornamento della Kia Picanto/Morning per l'anno modello 2024.